# Hiroshi Okubo
Hiroshi Okubo (10 de agosto de 1970) é um compositor japonês de música de videogame que trabalha frequentemente para a Namco. Foi o compositor responsável por uma das trilhas de maior sucesso da Namco, em R4: Ridge Racer Type 4, na qual compôs temas baseados em acid jazz com performances da vocalista Kimara Lovelace. O sucesso lhe rendeu um álbum específico da trilha do jogo, o R4: Ridge Racer Type 4 - Direct Audio, bem como a continuidade das trilhas da série nas versões seguintes.

## Lista de jogos
Hiroshi Okubo fez a trilha sonora dos seguintes jogos:
- We Ski (2008), Namco Bandai Games America Inc.
- Ace Combat Zero: The Belkan War (2006), Namco Bandai Games Inc.
- Tekken: Dark Resurrection (2006), Namco Bandai Games America Inc.
- Mr. Driller 2 (2005), Namco Hometek Inc.
- Ridge Racer 6 (2005), Namco Hometek Inc.
- We Love Katamari (2005), Namco Limited
- Ridge Racer (2004), Namco Limited
- Klonoa Heroes: Densetsu no Star Medal (2002), Namco Limited
- Mr. Driller: Drill Land (2002), Namco Limited
- Xenosaga: Episode I - Der Wille zur Macht (2002), Namco Hometek Inc.
- Mr. Driller (2000), Namco Limited
- Ace Combat 3: Electrosphere (1999), Namco Limited
- R4 Ridge Racer Type 4 (1999), SCEE
- Tales of Phantasia (1998), Namco Limited
- Ace Combat 2 (1997), Namco Limited